# 遠鉄観光開発
遠鉄観光開発株式会社（えんてつかんこうかいはつ、英称:Entetsu Kanko Kaihatsu Co., Ltd.）は、浜松市中央区舘山寺町の舘山寺温泉を中心にホテルや遊園地などを手がける企業。遠鉄グループの1つ。現法人は2011年（平成23年）に設立した新遠鉄観光開発株式会社が商号を変更したものであり、旧法人は親会社の遠州鉄道に吸収合併されている。

## 概要
浜名湖舘山寺温泉周辺で観光レジャー産業を展開。ホテルウェルシーズン浜名湖、浜名湖パルパル、浜名湖オルゴールミュージアム、かんざんじロープウェイ、日帰り温泉華咲の湯の運営会社。また、2007年4月より浜名湖かんざんじ荘の指定管理者となった（現在は受託終了）。近年でも浜名湖オルゴールミュージアムのオープン、遊園地パルパルのリニューアル、ホテルウェルシーズン浜名湖、華咲の湯の新規オープンなど積極的な投資を行っている。

## 沿革
- 1956年（昭和31年）5月14日 - 舘山寺観光開発株式会社を設立。
- 1959年（昭和34年）7月18日 - 「遊園地」営業開始（堀江城跡）。
- 1960年（昭和35年）
  - 10月1日 - 遠鉄観光開発株式会社に社名変更。
  - 12月15日 - 日本最初の湖上を渡る、「かんざんじロープウェイ」営業開始。
- 1965年（昭和40年）5月26日 - 「遠鉄ホテル」営業開始。
- 1968年（昭和43年）5月1日 - 「遠鉄ホテル別館」営業開始（1979年2月28日営業終了）。
- 1971年（昭和46年）7月17日 - 「遊園地パルパル」営業開始。
- 1972年（昭和47年）7月16日 - 「遠鉄ホテルエンパイア」営業開始[1]。
- 1981年（昭和56年）4月28日 - 「ホテルコンコルド浜松」営業開始。
- 1987年（昭和62年）9月6日 - 「ホテル九重」営業開始[2][3]。
- 1998年（平成10年）7月1日 - ホテル事業部門を「(株)ホテルコンコルド浜松」へ営業譲渡。
- 1999年（平成11年）7月24日 - 「浜名湖オルゴールミュージアム」営業開始。
- 2007年（平成19年）4月1日 - 浜松市より委託を受け、それまでは国民宿舎であった「浜名湖かんざんじ荘」の営業開始。
- 2009年（平成21年）
  - 1月6日 - 「遠鉄ホテルエンパイア」閉館[1]。
  - 6月29日 - 「遠鉄ホテルエンパイア」が「ホテルウェルシーズン浜名湖」としてリニューアルオープン[1]。同時に日帰り温泉「華咲の湯」オープン[1]。
- 2011年（平成23年）
  - 4月1日 - 新遠鉄観光開発株式会社を設立。
  - 10月1日 - 新遠鉄観光開発株式会社は遠鉄観光開発株式会社より、遊園地およびホテル・旅館の運営業務を継承。遠鉄観光開発株式会社は親会社の遠州鉄道株式会社に吸収合併され、新遠鉄観光開発株式会社が新たに遠鉄観光開発株式会社に商号を変更した。また、かんざんじロープウェイの事業は遠州鉄道に譲渡し、遠鉄観光開発は運行および保守の管理を請け負っている。
- 2017年（平成29年）4月1日 - (株)ホテルコンコルド浜松を吸収合併し、ホテルコンコルド浜松の運営業務を継承。
- 2018年（平成30年）1月7日 - 「浜名湖かんざんじ荘」指定管理受託終了。
- 2021年（令和3年）10月31日 - 「ホテル九重」運営終了[2][3]。